# Zlatopramen

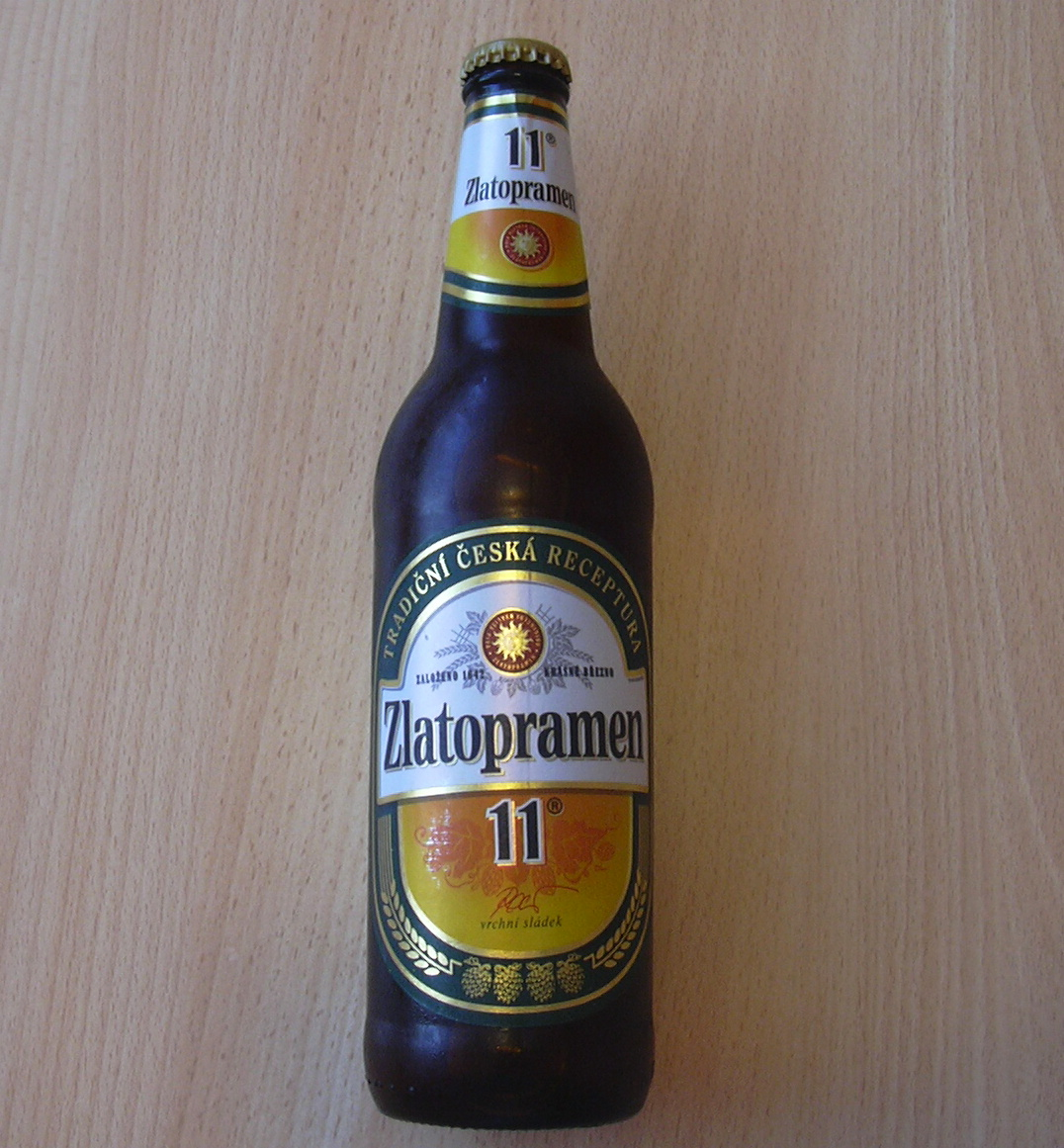
Butelka piwa Zlatopramen

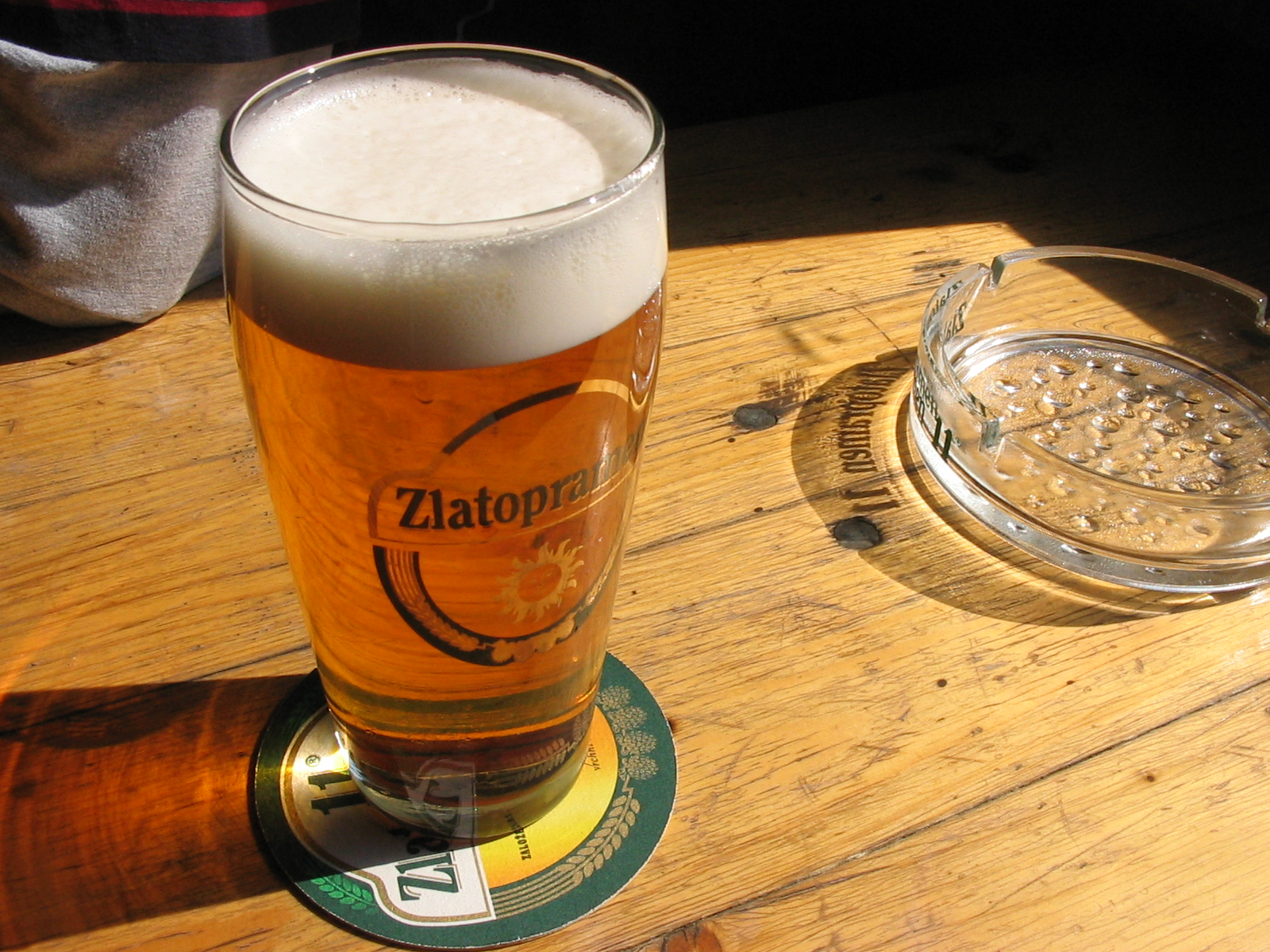
Szklanica piwa Zlatopramen w czeskiej gospodzie

Zlatopramen (z cz. „złote źródło”) – czeska marka piwa produkowana przez kompanię Drinks Union, a następnie przez Heineken do 2011 w Uściu nad Łabą, w dzielnicy Krásné Březno. Browar istniał od 1867, choć tradycje piwowarskie w Krásnym Břeźnie sięgają 1642. Od 1900 piwo eksportowane jest do wielu krajów, także poza Europę. W 1914 było produkowanych 14 odmian piwa. Początkowo sprzedawane było jako Aussiger Bier („piwo usteckie” – od niemieckiej nazwy miasta – Aussig an der Elbe), natomiast nazwa Zlatopramen została oficjalnie przyjęta w setną rocznicę powstania, w 1967. W 2011 Heineken zakończył produkcję w macierzystym browarze, obecnie Zlatopramen jest warzony w innych zakładach firmy.
Piwo Zlatopramen jest eksportowane również do Polski.

## Rodzaje piwa Zlatopramen
- Zlatopramen 12°, zaw. alk.: 5,3% obj.
- Zlatopramen 11°, zaw. alk.: 4,7% obj.
- Zlatopramen 11° tmavé (ciemne), zaw. alk.: 4,6% obj.
- Zlatopramen světlé výčepní (jasne), zaw. alk.: 3,8% obj.
- Zlatopramen nealko (bezalkoholowe), zaw. alk. max.: 0,49% obj.
- Zlatopramen Radler pomeranč a zázvor (radler pomarańczowo-imbirowy), zaw. alk. alk.: 2% obj.
- Zlatopramen Radler citron (radler cytrynowy), zaw. alk. 2% obj.